# Bérczy János
Bérczy János, Stand János (Abony, 1776. április 11. – Balassagyarmat, 1839. február 20.) Nógrád vármegye tisztiorvosa, író.

## Élete
Édesapja, Stand László a 18. század közepén az abonyi Csuzy–Balogh–Tallián-féle közbirtokosság provizora, gazdatisztjeként működött, édesanyja Horváth Borbála. Stand János szülei nyolcadik gyermeke volt. Tanulmányait a kegyesrendiek pesti gimnáziumában végezte 1790 és 1794 között, Endrődy János drámaíró is tanította. Stáhly György, apja egy barátja tanácsára választotta az orvosi pályát, 1802 januárjában a pesti egyetem orvosi karán avatták doktorrá. 1804-ben Stand családi nevét Bérczy-re változtatta és Nógrád vármegyei Balassagyarmatra került főorvosnak, ahol haláláig élt. 1806. június 11-én Vajkán feleségül vette vajkai Molnár Juliannát, Molnár Ferenc földbirtokos és nádasdi és sárosi Bittó Cecília lányát, akitől három gyermeke született: Anasztázia, Lajos és Károly. Gyakorló orvosi működésén túl jelentős szakirodalmi és szépirodalmi tevékenysége is. Számos szakcikket fordított. A jénai mineralogiai társaságnak is tagja volt.

## Művei
- A tehén-himlőről. Careno után francziából ford. Stand névvel. Pest, 1802 (ism. Schedius, Zeitschrift 1802. IV. 123. l.)
- Nagym. gr. Széchenyi Ferencz nemzeti könyvházára irt ének. Uo. 1803
- Tanítása az oltalmazó himlő hasznáról. Uo. 1805
- A malagai járvány hideglelésről. Arejula után ford. Uo. 1805
- Az egészség barátja az öregségben. Struve után ford. Uo. 1806
- Kesergő versek… id Plachy János urnak sirhalmára Mohorán. Uo. 1820

Három gyürű. Castiliai rege rímes versekben, megjelent az Uraniaban (1828)